# Mark Dittli
Mark Dittli (* 1974 in Zürich) ist ein Schweizer Finanz- und Wirtschaftsjournalist. Von 2012 bis Ende Oktober 2017 war er Chefredaktor der Finanz und Wirtschaft. Er war ab Januar 2018 Wirtschaftsautor beim Online-Magazin Republik, bevor er im April 2019 die digitale Finanzmedienplattform The Market lancierte. Bevor die NZZ-Mediengruppe The Market per 1. Dezember 2023 vollständig übernahm, war sie bereits Minderheitsaktionärin.

## Leben
Dittli absolvierte zunächst eine Kaufmännische Lehre bei der Fluggesellschaft Swissair und arbeitete danach für das Unternehmen in Brüssel, London und Stockholm. Von 1996 bis 1999 studierte er Betriebsökonomie an der Zürcher Höheren Wirtschafts- und Verwaltungsschule (HWV) Winterthur. Bereits während des Studiums schrieb er für die Studentenzeitung.
2000 wurde er Inlandredaktor der Wirtschaftszeitung Finanz und Wirtschaft (FuW) der Tamedia AG. Er entwickelte ein ausgeprägtes Interesse für makroökonomische Themen. Von 2004 bis 2006 studierte er Journalismus an der New York University und war gleichzeitig von 2003 bis 2008 Auslandskorrespondent für Wirtschafts- und Finanzberichterstattung in New York City. Von 2008 bis 2011 war er Leiter des Ressorts Ausland der Finanz und Wirtschaft in Zürich. Von 2009 bis 2011 erwarb er die CFA Charta des CFA Institute in Charlottesville, Virginia. 2012 wurde er schliesslich Chefredaktor der Finanz und Wirtschaft in Zürich. Ende Oktober 2017 trat er aus der Finanz und Wirtschaft aus.
Seit Januar 2018 ist Dittli Wirtschaftsautor des Medien-Start-ups Republik. Ende November 2018 wurde bekannt, dass er Mitinhaber und Geschäftsführer von The Market ist, einem digitalen Medium für professionelle Investoren, das im Frühling 2019 als Joint Venture mit der NZZ-Mediengruppe online ging. Besass die NZZ-Mediengruppe zu Beginn eine Minderheit an The Market, wurden per 1. Dezember 2023 die restlichen 60 Prozent der Aktien übernommen.

## Auszeichnungen
- 2011: State-Street-Preis für Finanzjournalisten für einen Beitrag in Das Magazin[9]
- 2012: comdirect finanzblog award (3. Preis) für den Blog «Never Mind The Markets»[10]
- 2014: Zürcher Journalistenpreis für einen Beitrag in Das Magazin[11]